# Paternoster Row

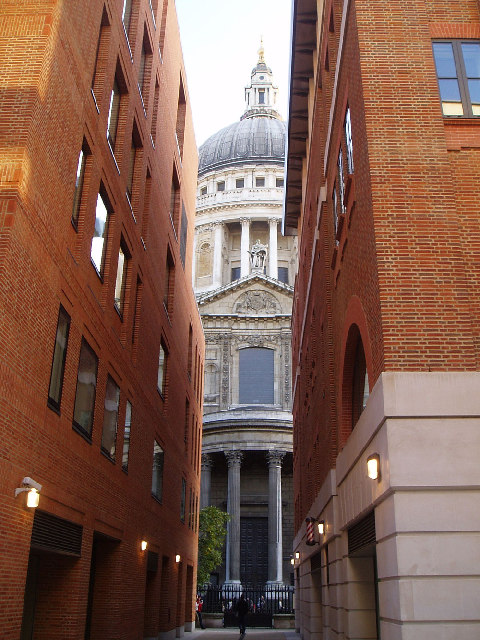
La cathédrale Saint-Paul vue de Paternoster Row

Paternoster Row est le nom d'une ancienne rue de la Cité de Londres (Royaume-Uni).

## Origine du nom
Elle porte ce nom car c'est dans cette rue que le clergé de la médiévale cathédrale Saint-Paul de Londres se promenait et récitait en latin la prière chrétienne Notre Père (Pater Noster en latin).

## Historique
Dès le XVIIe siècle, la rue devient le principal lieu de Londres consacré à l'édition ; de nombreux libraires, éditeurs et imprimeurs s'y installent, se concentrant principalement sur des ouvrages religieux. Le grand incendie de Londres en 1666 en anéantie une partie, puis ils reviennent s'installer là au tournant du XVIIIe siècle dont William Taylor, l'éditeur du Robinson Crusoé, et Longman,,. La rue est en grande partie détruite lors du Blitz de la Seconde Guerre mondiale, notamment lors du raid nocturne du 29 au 30 décembre 1940, causant la destruction de près de cinq millions d'ouvrages.
Lors de la reconstruction de Londres, dans les années 1960, « Paternoster Row » a été remplacée par Paternoster Square.